# Динамо (Хмельницький)
ТОВ «ПФК „Динамо“ м. Хмельницький» — колишній український футбольний клуб з міста Хмельницького. Утворений 2009 року. Виступав у другій лізі чемпіонату України з футболу. Після тривалих проблем із фінансуванням припинив існування у листопаді 2013 року

## Історія
У 1926 році відбулись перші футбольні зустрічі, динамівці Проскурова грали з командами свого товариства з Кам'янця-Подільського, Волочиська і Славути. Пізніше команда Динамо перемогла Шахтар з Кадіївки - 2:1. У 1928 році відбувся яскравий матч проти одеських динамівців, за яких тоді виступав один із найкращих нападників свого часу, чемпіон Росії 1913 року Олександр Злочевський, а також гравці збірних України та СРСР Казимир Піонтковський і Михайло Малхасов. Гості двічі вели у рахунку, однак під завісу матчу подоляни зуміли зрівняти рахунок − 2:2.
1960 року під прапором Хмельницької обласної ради товариства «Динамо» команда почала сезон майстрами класу «Б». Дебют виявився невдалим. 1963 рік приніс реорганізацію футбольного господарства країни. Було створено другу групу класу «А», до якої увійшли 16 команд з класу «Б», де опинилося і хмельницьке «Динамо». Під керівництвом головного тренера Є. П. Лемешка і його помічника Ю. А. Аванесова команда займала місця: 1964 рік — 7 місце; 1965 рік — 10 місце. Найбільший успіх прийшов до команди «Динамо» 1966 року — 1 місце у першій зоні, у другій — «Авангард» Жовті Води. У фінальних поєдинках зустрічалися тричі, два матчі закінчилися внічию, а третя принесла перемогу «Авангарду». 1975 року команда переходить під керівництво обласної організації профспілок і змінює назву.
2 березня 2009 року рішенням бюро ПФЛ правонаступником КП ФК «Поділля-Хмельницький» визнано ТОВ «ПФК „Динамо“ м. Хмельницький». Всі працівники ФК «Поділля», за бажанням, могли продовжити свою роботу вже в «Динамо». Водночас було запрошено Володимира Реву на посаду головного тренера команди, а також футболістів Сергія Дітковського, Євгена Нікітіна, Василя Козіброду, Сергія Реву, Олександра Ткачука [Архівовано 7 березня 2016 у Wayback Machine.]. Таким чином, другу половину сезону 2008/2009 років новий хмельницький професійний футбольний клуб проводить під егідою обласного фізкультурно-спортивного товариства «Динамо» [Архівовано 9 липня 2012 у Archive.is] і завершує її на 8 місці у своїй групі другої ліги. 17 червня 2009 було звільнено Володимира Реву та призначено нового тренера. Ним став один з найкращих футболістів в історії подільського футболу Віктор Муравський, який у 1999–2002 роках двічі очолював «Поділля».
Сезон 2009–2010 років «Динамо» завершило на 5-й сходинці. Наступну першість України з футболу команда провела доволі посередньо. Після 1-го кола хмельничани займали 9 місце у своїй групі. У січні 2011 року головний тренер клубу Віктор Муравський подав у відставку. До травня команда грала під керівництвом в.о головного тренера Олександра Порицького. Від травня до жовтня, окрім вересня, на посаді головного тренера хмельницького клубу перебував Микола Роздобудько. Після розгромної поразки у Івано-Франківську від «Прикарпаття», хмельницьке «Динамо» очолив новий тренер [Архівовано 26 січня 2012 у Wayback Machine.]. Колишній гравець «Поділля» та інших хмельницьких команд, Вадим Крохан працював головним тренером до зняття зі змагань.

## Емблема клубу
Всесоюзне товариство «Динамо» виникло в 1923 році. У той же рік свій перший матч провела футбольна команда московського «Динамо». Потрібно було створити клубну емблему та форму. Керівництво ГПУ віддало відповідний наказ. Справу передоручили відомому в Москві спортсменові й художнику Олександру Борисову. Саме він придумав букву «Д» в ромбі. Автор пропонував помістити в середину емблеми також фігуру футболіста, що рветься до м'яча. Однак такий варіант начальство відкинуло. Пізніше вийшов відомчий наказ: «Літера „Д“ повинна вписуватися в ромб під строго певним кутом, з дотриманням техніки письма, запропонованої автором».
Коли клуб «Динамо» з'явився в Хмельницькому, його емблемою став точно такий же ромб з літерою, а кольорами — білий і синій.

### Чемпіонат України
| Сезон   | Ліга, група         | І  | В  | Н  | П  | РМ      | О   | Місце   |
| ------- | ------------------- | -- | -- | -- | -- | ------- | --- | ------- |
| 2009/10 | Друга ліга, група А | 20 | 10 | 3  | 7  | 28-16   | 33  | 5 з 11  |
| 2010/11 | Друга ліга, група А | 22 | 7  | 4  | 11 | 19−29   | 22  | 9 з 12  |
| 2011/12 | Друга ліга, група А | 26 | 6  | 4  | 16 | 23-50   | 22  | 10 з 14 |
| 2012/13 | Друга ліга, група А | 20 | 4  | 5  | 11 | 12-22   | 17  | 10 з 11 |
| 2013/14 | Друга ліга          | 36 | 3  | 2  | 15 | 18-46   | 11  | 19 з 19 |
| Усього  | 5 чемпіонатів       | 88 | 30 | 18 | 60 | 100−163 | 105 |         |

### Кубок України
| Сезон   | Етап          | І | В | Н | П | РМ  | О |
| ------- | ------------- | - | - | - | - | --- | - |
| 2009/10 | I попередній  | 0 | 0 | 0 | 0 | 0−0 | 0 |
| 2010/11 | II попередній | 1 | 0 | 0 | 1 | 0−1 | 0 |
| 2011/12 | I попередній  | 1 | 0 | 0 | 1 | 0−1 | 0 |
| 2012/13 | I попередній  | 2 | 1 | 0 | 1 | 1−2 | 2 |
| 2013/14 | II попередній | 1 | 0 | 0 | 1 | 0−2 | 0 |
| Усього  | 5 турнірів    | 5 | 1 | 0 | 4 | 1−6 | 2 |

## Склад команди
| №            | Футболіст                       | Дата народження  | Країна   |
| Воротарі     | Воротарі                        | Воротарі         | Воротарі |
| ------------ | ------------------------------- | ---------------- | -------- |
| 33           | Іванов Дмитро Володимирович     | 30 вересня 1989  | Україна  |
| 91           | Левченко Ігор Ігорович          | 4 грудня 1991    | Україна  |
| Захисники    |                                 |                  |          |
| 2            | Антонов Олександр Олександрович | 19 лютого 1991   | Україна  |
| 3            | Плосконос Микита Ігорович       | 14 квітня 1992   | Україна  |
| 7            | Папірович Вадим Вікторович      | 31 січня 1992    | Україна  |
| 8(?)         | Місюра Євген Олександрович      | 18 грудня 1993   | Україна  |
| 14(?)        | Кульгук Дмитро Вікторович       | 3 листопада 1990 | Україна  |
| 15(?)        | Подлюк Артур Андрійович         | 20 червня 1996   | Україна  |
| 15(?)        | Плішка Володимир Володимирович  | 2 серпня 1991    | Україна  |
| 18(?)        | Горобець Максим Анатолійович    | 11 березня 1991  | Україна  |
| Півзахисники |                                 |                  |          |
| 5            | Сабляш Михайло Михайлович       | 11 липня 1995    | Україна  |
| 8(?)         | Данильченко Святослав Іванович  | 9 березня 1992   | Україна  |
| 10           | Солонинко Ярослав Зіновійович   | 2 квітня 1991    | Україна  |
| 11(?)        | Марченко Артем Віталійович      | 30 квітня 1994   | Україна  |
| 11(?)        | Сагайдак Андрій Васильович      | 2 січня 1989     | Україна  |
| 14           | Немитов Богдан Вадимович        | 1 грудня 1994    | Україна  |
| 16           | Яровий Сергій Ярославович       | 22 серпня 1992   | Україна  |
| 17(?)        | Стретович Тарас Андрійович      | 21 червня 1992   | Україна  |
| 19(?)        | Адаменко Максим Юрійович        | 19 січня 1991    | Україна  |
| Нападники    |                                 |                  |          |
| 4            | Сомов Іван Миколайович          | 6 липня 1991     | Україна  |
| 6            | Мельник Максим Володимирович    | 9 грудня 1992    | Україна  |
| 9            | Лакуста Олександр Анатолійович  | 8 серпня 1991    | Україна  |
| 17(?)        | Османов Редван Ібрагімович      | 5 травня 1993    | Україна  |
| 18(?)        | Ширай Дмитро Анатолійович       | 8 листопада 1992 | Україна  |
| 19(?)        | Хомин Володимир Олегович        | 28 вересня 1991  | Україна  |

## Відомі гравці
- Сергій Дітковський
- Андрій Рябой
- Ярослав Солонинко
- Ігор Шолін

## Статистика
- Найбільша перемога: 6:2 (ПФК «Динамо-Хмельницький» — «Рось-Біла Церква»; 14 жовтня 2010, Хмельницький, Чемпіонат України, друга ліга)
- Найбільша поразка: 8:1 («Кристал (Херсон)» — ПФК «Динамо-Хмельницький»; 14 жовтня 2013, Херсон, Чемпіонат України, друга ліга)[3]
- Найрезультативніші матчі: 6:2 (ПФК «Динамо-Хмельницький» — «Рось-Біла Церква»; 14 жовтня 2010, Хмельницький, Чемпіонат України, друга ліга); 2:6 («Прикарпаття Івано-Франківськ» — ПФК «Динамо-Хмельницький»; 8 жовтня 2011, Івано-Франківськ, Чемпіонат України, друга ліга)

## Капітани команди
| Чемпіонат | Нац. кубок                 | Всього     |      |    |   |    |
| 2010/2011 | Василь Козіброда осінь     | 10.01.1985 | 2009 | 7  | 1 | 8  |
| 2010/2011 | Андрій Лемішевський весна  | 10.01.1987 | 2007 | 3  |   | 3  |
| 2010/2011 | Олександр Маліцький        | 31.05.1978 | 2009 | 7  |   | 7  |
| 2010/2011 | Анатолій Шляховий          | 01.09.1987 | 2007 | 4  |   | 4  |
| 2011/2012 | Андрій Лемішевський 1 коло | 10.01.1987 | 2007 | 12 | 1 | 13 |
| 2011/2012 | Сергій Дітковський 2 коло  | 16.04.1979 | 2009 | 8  |   | 8  |
| 2011/2012 | Андрій Рябой               | 26.03.1988 | 2011 | 3  |   | 3  |
| 2011/2012 | Максим Кривий              | 18.05.1988 | 2011 | 1  |   | 1  |
| 2012/2013 | Сергій Дітковський 1 коло  | 16.04.1979 | 2009 | 7  | 1 | 8  |
| 2012/2013 | Олександр Шимко 2 коло     | 14.07.1990 | 2010 | 8  |   | 8  |
| 2012/2013 | Олексій Тимченко 2 етап    | 09.06.1985 | 2012 | 5  |   | 5  |
| 2012/2013 | Олександр Бичков           | 24.02.1983 | 2012 | 5  |   | 5  |
| 2012/2013 | Антон Осокін               | 27.10.1988 | 2009 | 1  | 1 | 2  |
| 2013/2014 | Олександр Антонов          | 19.02.1991 | 2010 | 12 | 1 | 13 |
| 2013/2014 | Максим Мельник             | 09.12.1992 | 2011 | 6  |   | 6  |